# Theobald Wolfe Tone

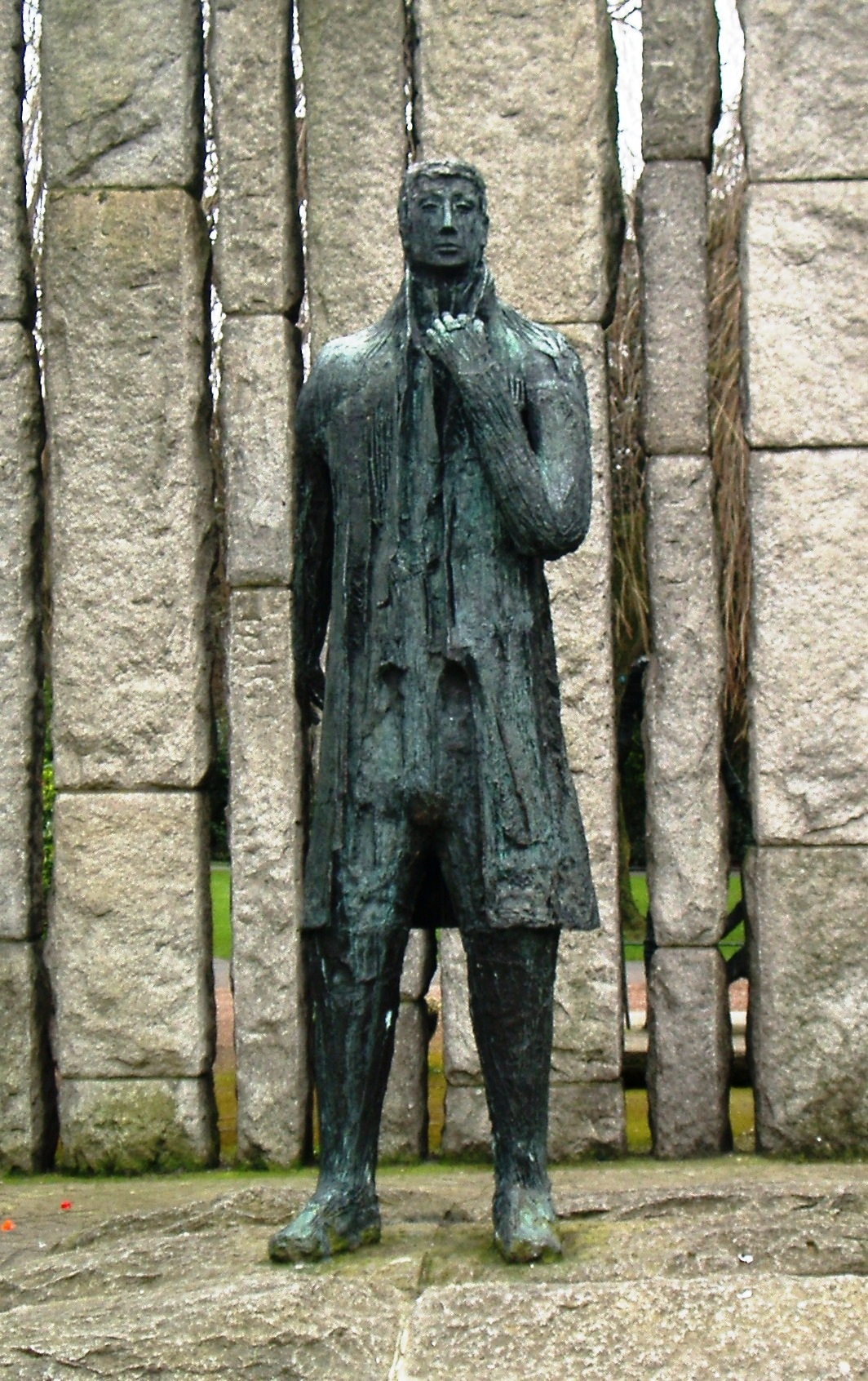
Theobald Wolfe Tone.

Theobald Wolfe Tone, comúnmente llamado Wolfe Tone (*Dublín, Irlanda, 20 de junio de 1763 - †Dublín, 19 de noviembre de 1798), fue el líder de la Society of the United Irishmen, además de ser un importante patriota irlandés y ser considerado como el padre del republicanismo irlandés.
Siendo hijo de un protestante de la Iglesia de Irlanda, estudió leyes en el Trinity College.
En 1789, fue admitido en el ejercicio de la abogacía, pero solo la practicó brevemente. En 1791, fue uno de los fundadores de la Sociedad de los Irlandeses Unidos (Society of United Irishmen), cuyos miembros, principalmente protestantes, se dedicaron a luchar por la libertad política irlandesa.
Los principios de la Revolución Francesa fueron abrazados con entusiasmo en Irlanda, especialmente por los presbiterianos del Ulster. En octubre de 1791, Tone con el fin de plasmar estas ideas en la política práctica fundó, junto con Thomas Russell (1767-1803), Tandy Napper y otros, la Sociedad de los Irlandeses Unidos. El propósito original de esta sociedad no era más que la formación de una unión política entre católicos y protestantes, con el fin de obtener una reforma parlamentaria liberal. Fue solo cuando se hizo evidente que esto era inalcanzable por métodos constitucionales, que la mayoría de los miembros adoptaron opiniones más intransigentes y conspiraron para establecer una República de Irlanda por medio de una rebelión armada.
Los Irlandeses Unidos fueron perseguidos por las autoridades británicas y muchos de ellos encarcelados. Debido a esto, Tone debió emigrar a los Estados Unidos, a donde llegó en mayo de 1795, y posteriormente a Francia. Allí buscó incansablemente apoyo para la causa irlandesa.
Cuando estalló la rebelión irlandesa de 1798, Tone instó al Directorio francés a enviar una ayuda eficaz a los rebeldes, pero este se limitó a organizar una serie de pequeñas incursiones en diferentes puntos de la costa de Irlanda. Wolfe Tone participó en una de ellas, comandada por el almirante Bompard y con el general Hardy al mando de una fuerza de unos 3.000 hombres. Esta fuerza encontró un escuadrón inglés en Buncrana (Lough Swilly) el 12 de octubre de 1798. Tone, a bordo del navío de línea Hoche, rechazó la oferta de Bompard de escapar en una fragata antes del combate, y fue hecho prisionero cuando la Hoche se rindió.
Fue juzgado, declarado culpable y sentenciado a la horca el 12 de noviembre de 1798. Pero, antes de que esta sentencia se llevara a cabo, se suicidó.